# Jet (Odet)
Der Jet ist ein Fluss in Frankreich, der im Département Finistère in der Region Bretagne verläuft. Er entspringt beim Weiler Kerjet, im Gemeindegebiet von Coray, entwässert anfangs Richtung Südwest bis Süd, dreht dann auf Nordwest bis West und mündet nach rund 29 Kilometern an der Gemeindegrenze von Quimper und Ergué-Gabéric als linker Nebenfluss in den Odet.

## Orte am Fluss
(in Fließreihenfolge)
- Elliant
- Saint-Yvi
- Ergué-Gabéric
- Quimper